# Tetrastichus pallidiventris
Tetrastichus pallidiventris är en stekelart som beskrevs av Kostjukov 1978. Tetrastichus pallidiventris ingår i släktet Tetrastichus och familjen finglanssteklar. Inga underarter finns listade i Catalogue of Life.